# Brodiaeoideae
Brodiaeoideae je potporodica šparogovki iz Sjeverne i Srednje Amerike. Opisana je 1972. Ime je došlo po rodu  Brodiaea.
Brodiaeoideae sadrži desetak rodova s oko 60 vrsta pronađenih od Gvatemale do Britanske Kolumbije u Kanadi. “Grozdasti ljiljani” iz roda Brodiaea često su divlje cvijeće u gotovo cijelom području podporodice.

## Rodovi
1. Androstephium Torr. (2 spp.)
2. Muilla S. Watson (5 spp.)
3. Bloomeria Kellogg (2 spp.)
4. Triteleia Douglas ex Lindl. (16 spp.)
5. Triteleiopsis Hoover (1 sp.)
6. Dichelostemma Kunth (5 spp.)
7. Brodiaea Sm. (18 spp.)
8. Jaimehintonia B.L.Turner (1 sp.)
9. Petronymphe H.E.Moore (2 spp.)
10. Bessera Schult.f. (5 spp.)
11. Xochiquetzallia J. Gut. (4 spp.)
12. Dandya H.E.Moore (1 sp.)
13. Milla Cav. (10 spp.)